# Bryhnia nepalensis
Bryhnia nepalensis là một loài rêu trong họ Brachytheciaceae. Loài này được Takaki mô tả khoa học đầu tiên năm 1966.